# Ophrys arachnitiformis
Ophrys x arachnitiformis  là một loài thực vật có hoa trong họ Lan. Loài này được Gren. & Philippe mô tả khoa học đầu tiên năm 1860.

## Hình ảnh

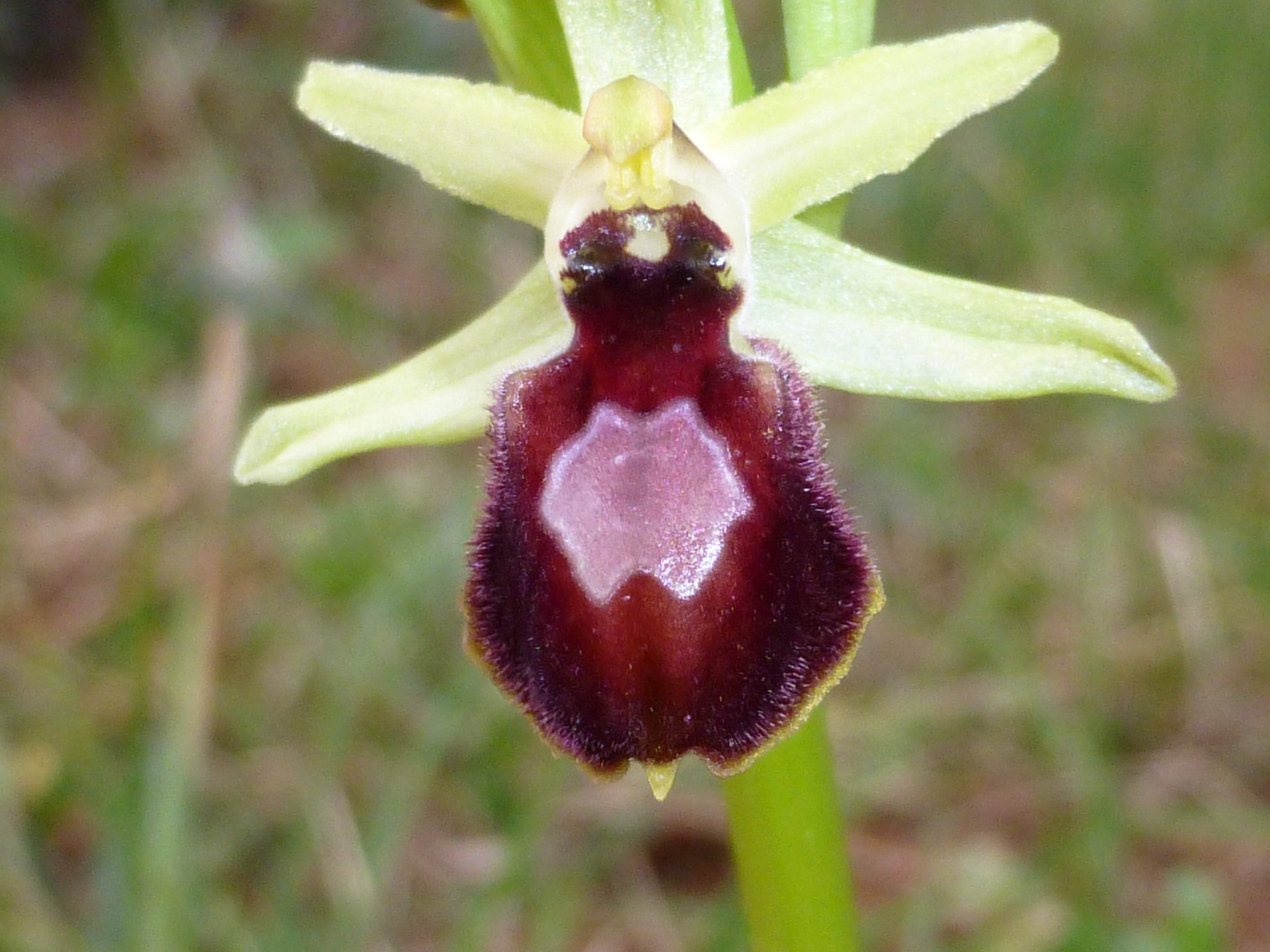